# 宏都拉斯倫皮拉
宏都拉斯倫皮拉 （Lempira，貨幣編號：HNL）是宏都拉斯的流通貨幣。輔幣單位為分，1倫皮拉=100分。

## 流通中的貨幣

### 硬幣
- 5 分
- 10 分
- 20 分
- 50 分

### 紙幣

宏都拉斯現在流通的紙幣系列。

- 1 倫皮拉
  - 正面：倫皮拉
  - 背面：科潘古城
- 2 倫皮拉
  - 正面：馬可·奧雷利奧·索托
  - 背面：阿马帕拉海港
- 5 倫皮拉
  - 正面：弗朗西斯科·莫拉桑
  - 背面：特立尼达之战
- 10 倫皮拉
  - 正面：何塞·特立尼達·卡瓦尼亞斯
  - 背面：洪都拉斯国立自治大学
- 20 倫皮拉
  - 正面：迪奧尼西奧·迪·埃雷拉
  - 背面：洪都拉斯总统府
- 50 倫皮拉
  - 正面：胡安·曼努埃爾·加爾維斯
  - 背面：洪都拉斯中央银行
- 100 倫皮拉
  - 正面：何塞·塞西·德爾·巴列
  - 背面：Casa Valle
- 500 倫皮拉
  - 正面：拉蒙·羅薩
  - 背面：圣胡安西托

## 外部連結
- 唐的世界硬币画廊：Honduras
- 罗恩·怀斯的世界纸币：Honduras 镜像网站
- 环球货币历史：Honduras
- 《环球金融资料》货币历史表格（ 微软试算表格式）
- 洪都拉斯的钞票（页面存档备份，存于） （英文）（德文）